# Baby, Mandya
Baby là một làng thuộc tehsil Mandya, huyện Mandya, bang Karnataka, Ấn Độ.